# Acer pseudowilsonii
Acer pseudowilsonii är en kinesträdsväxtart som beskrevs av Y.S.Chen. Acer pseudowilsonii ingår i släktet lönnar, och familjen kinesträdsväxter. Inga underarter finns listade i Catalogue of Life.